# Bimbo (zespół muzyczny)
Bimbo (dawniej Trio Los Bimbos, Trio Bimbo) – indonezyjska grupa wokalna grająca muzykę popularną i religijną. Została założona w 1967 r. w Bandungu. Jest jednym z najstarszych wciąż istniejących zespołów muzyki popularnej w Indonezji.
Zadebiutowali w 1967 r. na antenie stacji TVRI pod nazwą Trio Bimbo. Początkowo nagrywali muzykę pop w stylu zachodnim, a z czasem zajęli się wykonywaniem utworów qasidah, indonezyjskiej muzyki popularnej z motywami islamskimi. Większość ich dorobku składa się z utworów w języku indonezyjskim, chociaż tworzyli również w lokalnym języku sundajskim. 
W skład formacji wchodzą Samsudin „Sam” Hardjakusumah, Darmawan „Acil” Hardjakusumah, Jaka Purnama Hardjakusumah oraz Parlina „Iin” Hardjakusumah.
Trzy spośród utworów zespołu znalazły się w zestawieniu 150 indonezyjskich utworów wszech czasów, opublikowanym na łamach miejscowego wydania magazynu „Rolling Stone” („Tuhan” na pozycji 17., „Melati Dari Jayagiri” na pozycji 45., „Flamboyan” na pozycji 81.).